# Goniomonadales
Goniomonadales es un grupo de protistas de agua dulce o marinos clasificados en Cryptophyta, que incluye solamente el género Goniomonas. A diferencia de otras criptofíceas, que presentan cloroplastos o leucoplastos, estos organismos carecen totalmente de plastos. Presentan un citostoma y una citofaringe y se alimentan de bacterias por fagotrofia. Otras criptofíceas pueden ingerir bacterias, pero no presentan citostoma, por lo que aparentemente entran en la célula a través de la vacuola contráctil. Goniomonas no nada en la columna de agua, sino que se desliza sobre el sustrato en busca de bacterias.
Goniomonas incluye tanto especies marinas como de agua dulce y puede representar una de entre varias ocasiones en las que las criptofitas colonizaron los hábitats de agua dulce. El género parece estar relacionado con varios organismos presentes en agua dulce que todavía no han podido ser cultivados, conocido como el clado CRY1.